# Мавров, Геннадий Иванович
Геннадий Иванович Мавров (укр.  Геннадій Іванович Мавров; 31 октября 1959 года, Жданов — 21 июля 2021 года) — советский и украинский врач-дерматовенеролог, доктор медицинских наук (1996), профессор. Автор более 600 научных работ, 4 монографий, 65 учебно-методических пособий, 26 патентов.

## Биография
Родился 31 октября 1959 года в Жданове (ныне Мариуполь). Сын Иван Ивановича Маврова.
В 1977—1983 годах учился в Харьковском медицинском институте. Научную деятельность начал в 1980 году в студенческом научном обществе под руководством профессора Б. А. Задорожного. По окончании института был оставлен на кафедре кожных и венерических болезней для научно-педагогической работы. В 1983—1985 годах обучался в клинической ординатуре. В 1985—1993 годах — ассистент кафедры.
В 1988 году защитил кандидатскую диссертацию «Выявление хламидийной инфекции с помощью твердофазного иммуноферментного анализа», а в 1996 году — докторскую диссертацию «Репродуктивная функция у больных хламидиозом и микоплазмозом: оценка состояния, лечение и профилактика нарушений».
В 1996—2009 годах — заведующий отделением венерологии Института дерматологии и венерологии Национальной Академии медицинских наук Украины; в 2009—2012 годах — директор института; в 2012—2021 годах возглавлял отдел изучения влияния эпидемии ВИЧ на проблему инфекций, передающихся половым путем.
Занимался изучением сифилиса, хламидиоза, трихомоноза, герпеса, а также ВИЧ-инфекции, биологических свойств их возбудителей, новых методов лечения и профилактики, организации борьбы с венерическими заболеваниями. В 2009—2021 годах заведовал кафедрой дерматовенерологии и ВИЧ/СПИД Харьковской медицинской академии последипломного образования Минздрава Украины. Подготовил 5 докторов и 15 кандидатов наук.
Являлся вице-президентом Украинской ассоциации врачей-дерматовенерологов и косметологов, членом Европейской академии дерматовенерологии, членом Международного союза по борьбе с инфекциями, передающимися половым путем (в 2008—2018 годах представлял в нём Украину), членом редколлегии журналов «Дерматология и венерология», «Украинский журнал дерматологии, венерологии, косметологии», «Дерматовенерология. Косметология. Сексопатология».
Скончался 21 июля 2021 года.